# 岐阜市平和資料室
岐阜市平和資料室（ぎふしへいわしりょうしつ）とは、岐阜県岐阜市にある博物館。

## 概要

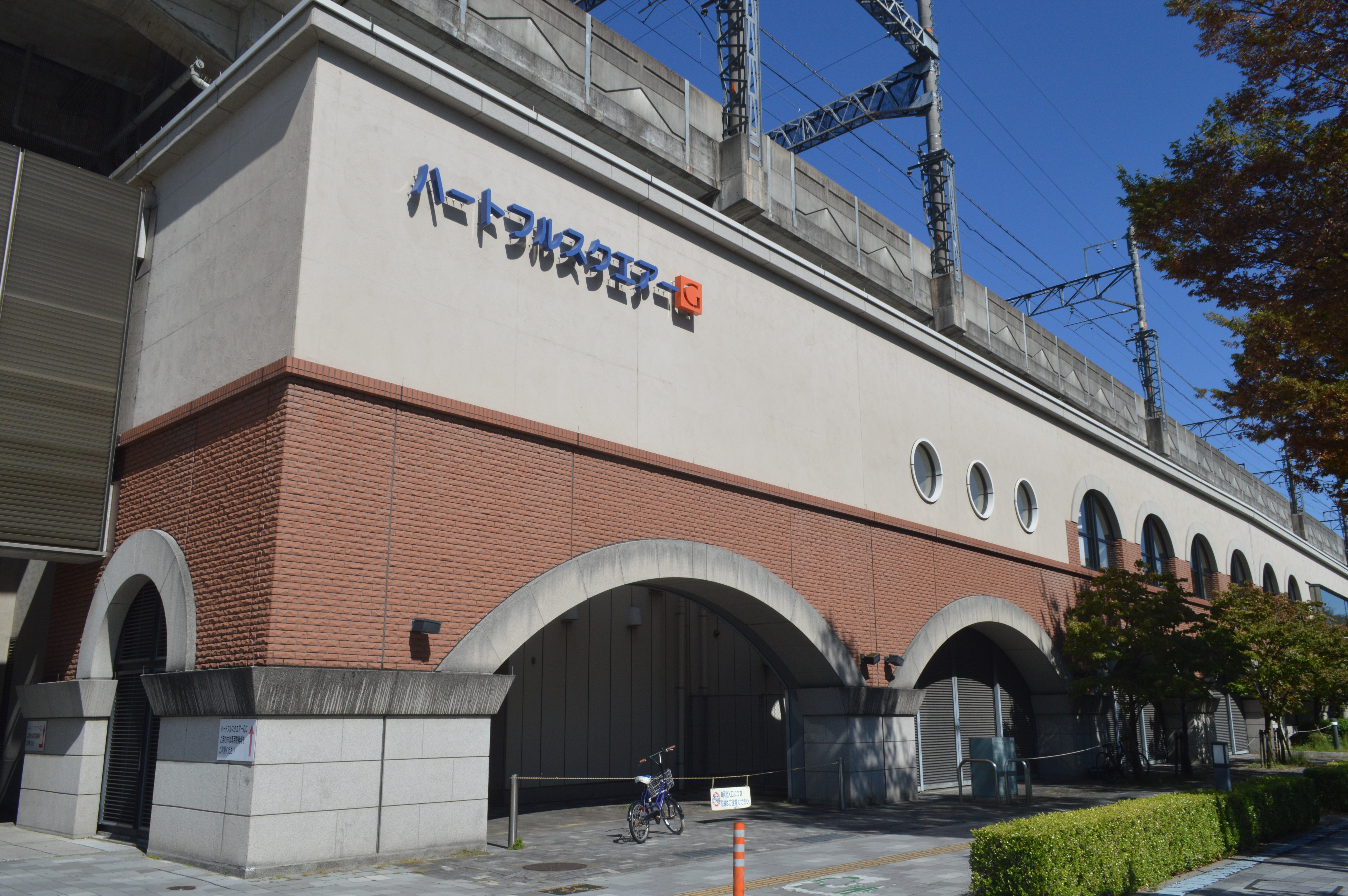
岐阜市平和資料室が入るハートフルスクエアーG

岐阜空襲の悲劇を伝え、平和の尊さを考えることを目的とする施設である。
岐阜市生涯学習センター・岐阜市女性センターの施設の一つである。2002年（平成14年）1月26日、ハートフルスクエアーGの開館と同時に開館。
ハートフルスクエアーGの2階の一画にある。延床面積は約100m2。
岐阜市の施設だが、市民組織の岐阜市平和資料室友の会が運営に協力している。
岐阜空襲、戦時中の市民や子供の資料などが常設展示されている

## 主な展示物
- 焼夷弾（実物・模型）
- 岐阜空襲資料
- 岐阜空襲戦災遺品（西陸橋解体時の出土品、丸物岐阜店壁面など）
- 戦時中の代用品（陶貨、ガラス製水筒など）
- 戦時中の生活に関する資料
- 戦時中のおもちゃ
- 平和の折り鶴　※毎年6月から7月に岐阜市民に募集する折り鶴。一部は広島平和記念公園に送られる。

## 利用案内
- 所在地：岐阜県岐阜市橋本町1丁目10番地23（ハートフルスクエアーG2階）
- 開館時間：9:00 - 21:00
- 休館日：毎月最終火曜日（火曜日が祝日の場合はその翌日）、年末年始（12月29日 - 1月3日）
- 利用料金：無料

## 交通アクセス

### 公共交通機関
- JR東海道本線・高山本線岐阜駅下車、徒歩約2分
- 名鉄名古屋本線・各務原線名鉄岐阜駅下車、徒歩約5分